# Anna Eremin
Anna Eremin , Moscovo , 9 de janeiro de 1991.  É uma atriz portuguesa de origem russa .

## Biografia

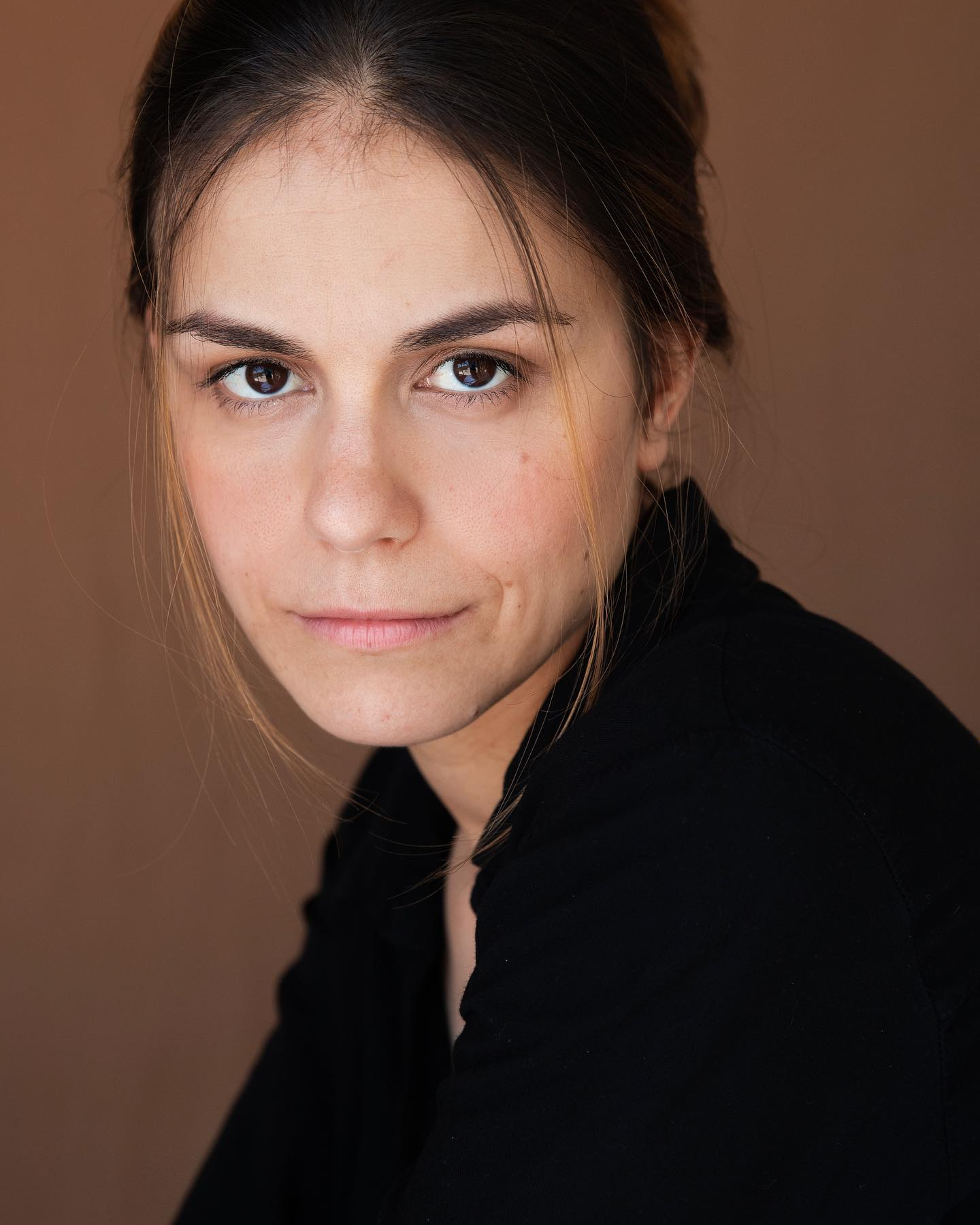
Foto de Anna Eremin

Nascida em Moscovo, no seio de uma família ligada às artes — a mãe foi primeira bailarina e o pai pianista, hoje professor do ensino superior — mudou-se com os pais para Portugal em 1994. Durante a adolescência, estudou na EPTC (Escola Profissional de Teatro de Cascais),  começou a trabalhar como atriz e estreou-se profissionalmente no Teatro dos Aloés , com a peça Chove em Barcelona, em 2013.
Estreou-se na televisão em 2014, no papel de Carolina Mendes, na novela Jardins Proibidos. Nesse mesmo ano, participou no filme Processo 340, fez parte da leitura de Contos de Shakespeare, e esteve em cena nas peças Canção de Setembro e Noite de Guerra no Museu do Prado.
Em 2015, interpretou a personagem Rute na novela Santa Bárbara. No ano seguinte, foi assistente de encenação na peça Escrever e Falar e participou nas novelas Mulheres Assim e A Única Mulher.
Em 2017, fez uma participação especial na série País Irmão, integrou o elenco de Inspetor Max como a inspetora Iva, e no final do ano deu vida a Cátia Sobral, inspetora da Polícia Judiciária, em Jogo Duplo.
Em 2018, participou na peça Noite Viva, na série televisiva A Teia, e no filme Red Queen. No ano seguinte participou em Pretérito Imperfeito, interpretou Helena na segunda temporada de A Teia e foi a repórter Dulce em Onde Está Elisa?
Em 2020, participou na série O Mundo Não Acaba Assim e interpretou a Dra. Madalena em Quer o Destino. No cinema, participou em Fright Train to Lisbon e A Minha Vez. O filme SAM foi gravado anteriormente, mas lançado apenas nesse ano.
Em 2021, interpretou Duniasha na peça O Jardim das Cerejeiras, de Anton Tchekhov

## Teatro
| Ano     | Título                                       | Papel                                          |
| ------- | -------------------------------------------- | ---------------------------------------------- |
| 2009    | Muito Barulho Por Nada                       | Prova de Aptidão                               |
| 2012    | Laurel e Hardy vão para o céu                | Assistente de Encenação e Fotografia de Ensaio |
| 2013    | Chove em Barcelona                           | Lali / Tradutora                               |
| 2013    | Os Juramentos Indiscretos                    | Assistente de Encenação                        |
| 2013    | Ensaio Ou Café Dos Artistas                  | Assistente de Encenação                        |
| 2013    | Contos de Shakespeare de Charles e Mary Lamb | Assistente de Encenação                        |
| 2014    | A Canção de Setembro                         | Eurídice                                       |
| 2014-15 | Noite de Guerra no Museu de Prado            | Estudante                                      |
| 2016    | Escrever, Falar                              | Assistente de Encenação                        |
| 2018    | Noite Viva                                   | Ana                                            |
| 2019    | Pretérito Imperfeito                         | Ela                                            |
| 2021    | O Jardim das Cerejeiras                      | Duniasha                                       |

## Filmografia

### Televisão
| Ano     | Título                  | Papel          |
| ------- | ----------------------- | -------------- |
| 2014-15 | Jardins Proibidos       | Carol Mendes   |
| 2015-16 | Santa Bárbara           | Rute           |
| 2016    | A Única Mulher          | Vânia          |
| 2016-17 | Mulheres Assim          | Lara           |
| 2017    | País Irmão              | Part. Especial |
| 2017    | Inspetor Max            | IVA            |
| 2017-18 | Jogo Duplo              | Cátia Sobral   |
| 2018-19 | A Teia                  | Helena         |
| 2018    | Onde Está Elisa?        | Dulce          |
| 2020    | O Mundo não acaba assim | Ana            |
| 2020    | Quer o Destino          | Madalena       |

### Cinema
| Ano  | Filme                  | Papel   |
| ---- | ---------------------- | ------- |
| 2012 | Come -me               |         |
| 2014 | Processo 340           | Sara    |
| 2015 | Até ao Fim             | Diana   |
| 2018 | Red Queen              | Rita    |
| 2019 | SAM                    | Ana     |
| 2019 | Dedo Podre             | Laura   |
| 2020 | Fright Train to Lisbon |         |
| 2020 | A Minha Vez            | Amiga 1 |

## Premiações
- Melhor atriz [21] no The 48  Film Project pela atuação de Laura no filme Dedo Podre.

- Honorable Mentions: January 2020 - Best Acting Duo: Adriana Moniz and Anna Eremin for Red Queen [22]